# Stanisław Celiński
Stanisław Celiński herbu Zaremba – pisarz grodzki stężycki w 1650 roku, komornik graniczny łukowski w 1649 roku, poborca podatków województwa lubelskiego w 1648 i 1650 roku.